# Marriagetoxin
Marriagetoxin (jap. マリッジトキシン Marijjitokishin, zapis stylizowany: MARRIAGETOXIN) – manga napisana przez Joumyaku i zilustrowana przez Mizuki Yodę, publikowana w magazynie internetowym „Shōnen Jump+” wydawnictwa Shūeisha od kwietnia 2022. W Polsce prawa do jej dystrybucji wykupiło wydawnictwo Waneko.

## Fabuła
Hikaru Gero jest młodym mężczyzną wywodzącym się z istniejącego od setek lat klanu zawodowych zabójców. Ponieważ żyje on po ciemnej stronie społeczeństwa i nigdy nie prowadził „normalnego życia”, uważa, że nie ma perspektyw nawiązania relacji z kobietami i nie interesuje go małżeństwo. Jednak pewnego dnia klan oświadcza, że jeśli Gero nie ożeni się i nie spłodzi dziedzica, który będzie kontynuował ich linię rodu, zmuszą jego siostrę do urodzenia dziecka wbrew jej woli. Chcąc uchronić swoją młodszą siostrę przed takim losem, Gero prosi jeden ze swoich celów o rękę. Kiedy crossdresserka i oszustka matrymonialna Mei Kinosaki odmawia, Gero zamiast tego zleca jej przeszkolenie go w umawianiu się na randki i sposobach na podrywanie kobiet w celu znalezienia kogoś, kogo naprawdę chciałby poślubić.

## Publikacja serii
Manga została zapowiedziana 11 kwietnia 2022, jej pierwszy rozdział został zaś opublikowany 20 kwietnia w magazynie „Shōnen Jump+”. Następnie wydawnictwo Shūeisha rozpoczęło zbieranie rozdziałów do wydań w formacie tankōbon, których pierwszy tom ukazał się 4 sierpnia tego samego roku. Według stanu na 2 maja 2025, do tej pory wydano 13 tomów.
4 sierpnia 2023 wydawnictwo Waneko zapowiedziało wydanie mangi w Polsce, z kolei premiera pierwszego tomu odbyła się 17 listopada tego samego roku.
| Nr | Język japoński   | Język japoński         | Język polski      | Język polski           |
| Nr | Data wydania     | ISBN                   | Data wydania      | ISBN                   |
| -- | ---------------- | ---------------------- | ----------------- | ---------------------- |
| 1  | 4 sierpnia 2022  | ISBN 978-4-08-883213-5 | 17 listopada 2023 | ISBN 978-83-8242-592-5 |
| 2  | 4 listopada 2022 | ISBN 978-4-08-883323-1 | 17 stycznia 2024  | ISBN 978-83-8242-593-2 |
| 3  | 3 lutego 2023    | ISBN 978-4-08-883333-0 | 18 marca 2024     | ISBN 978-83-8242-594-9 |
| 4  | 4 kwietnia 2023  | ISBN 978-4-08-883511-2 | 17 maja 2024      | ISBN 978-83-8242-595-6 |
| 5  | 4 lipca 2023     | ISBN 978-4-08-883581-5 | 17 lipca 2024     | ISBN 978-83-8242-596-3 |
| 6  | 4 września 2023  | ISBN 978-4-08-883704-8 | 19 września 2024  | ISBN 978-83-8242-597-0 |
| 7  | 4 grudnia 2023   | ISBN 978-4-08-883749-9 | 18 listopada 2024 | ISBN 978-83-8242-598-7 |
| 8  | 4 marca 2024     | ISBN 978-4-08-883873-1 | 17 stycznia 2025  | ISBN 978-83-8242-976-3 |
| 9  | 4 czerwca 2024   | ISBN 978-4-08-884036-9 | 18 marca 2025     | ISBN 978-83-8242-977-0 |
| 10 | 2 sierpnia 2024  | ISBN 978-4-08-884156-4 | 18 maja 2025      | ISBN 978-83-8242-978-7 |
| 11 | 1 listopada 2024 | ISBN 978-4-08-884302-5 | 18 lipca 2025     | ISBN 978-83-8242-979-4 |
| 12 | 4 lutego 2025    | ISBN 978-4-08-884434-3 | —                 |                        |
| 13 | 2 maja 2025      | ISBN 978-4-08-884544-9 | —                 |                        |
| 14 | 4 sierpnia 2025  | ISBN 978-4-08-884679-8 | —                 |                        |

## Odbiór
W czerwcu 2022 seria została nominowana do nagrody Next Manga Award w kategorii manga internetowa, zajmując 8. miejsce spośród 50 nominowanych.